# Natacha Ngoye Akamabi
Natacha Ngoye Akamabi (sinh ngày 15 tháng 8 năm 1993) là một người Cộng hòa chạy nước rút người Congo. Cô đã giành được hai huy chương vàng tại Jeux de la Francophonie 2017. Cô cũng đại diện cho đất nước của mình trong 400 mét tại Giải vô địch trong nhà thế giới 2012 mà không tiến lên từ vòng đầu tiên.

## Giải đấu quốc tế
| Năm                             | Giải đấu                        | Địa điểm                           | Thứ hạng                        | Nội dung                        | Chú thích                       |
| Representing the Cộng hoà Congo | Representing the Cộng hoà Congo | Representing the Cộng hoà Congo    | Representing the Cộng hoà Congo | Representing the Cộng hoà Congo | Representing the Cộng hoà Congo |
| ------------------------------- | ------------------------------- | ---------------------------------- | ------------------------------- | ------------------------------- | ------------------------------- |
| 2010                            | African Championships           | Nairobi, Kenya                     | 21st (h)                        | 200 m                           | 25.76                           |
| 2010                            | African Championships           | Nairobi, Kenya                     | 28th (h)                        | 400 m                           | 62.01                           |
| 2011                            | All-Africa Games                | Maputo, Mozambique                 | 16th (sf)                       | 200 m                           | 60.40                           |
| 2012                            | World Indoor Championships      | Istanbul, Turkey                   | 23rd (h)                        | 400 m                           | 58.21                           |
| 2012                            | African Championships           | Porto Novo, Benin                  | 14th (sf)                       | 200 m                           | 24.59                           |
| 2013                            | Jeux de la Francophonie         | Nice, France                       | 14th (h)                        | 400 m                           | 57.11                           |
| 2014                            | African Championships           | Marrakech, Morocco                 | 10th (sf)                       | 200 m                           | 24.06                           |
| 2014                            | African Championships           | Marrakech, Morocco                 | 16th (h)                        | 400 m                           | 55.40                           |
| 2015                            | African Games                   | Brazzaville, Republic of the Congo | 5th                             | 200 m                           | 23.61                           |
| 2015                            | African Games                   | Brazzaville, Republic of the Congo | 17th (h)                        | 400 m                           | 54.91                           |
| 2015                            | African Games                   | Brazzaville, Republic of the Congo | 5th                             | 4 × 400 m relay                 | 3:49.46                         |
| 2016                            | African Championships           | Durban, South Africa               | 20th (sf)                       | 200 m                           | 24.541                          |
| 2017                            | Jeux de la Francophonie         | Abidjan, Ivory Coast               | 1st                             | 100 m                           | 11.56                           |
| 2017                            | Jeux de la Francophonie         | Abidjan, Ivory Coast               | 1st                             | 200 m                           | 23.69                           |
| 2017                            | Jeux de la Francophonie         | Abidjan, Ivory Coast               | 4th                             | 4 × 100 m relay                 | 46.29                           |
| 2018                            | African Championships           | Asaba, Nigeria                     | 7th (sf)                        | 100 m                           | 11.97                           |
| 2018                            | African Championships           | Asaba, Nigeria                     | 6th                             | 200 m                           | 23.63                           |

1 Không hoàn thành trong trận bán kết

## Tốt nhất cá nhân
Ngoài trời
- 100 mét - 11,41 (-1,4 m/s, Yaoundé 2019)
- 200 mét - 23,04 (+1,0 m/s, Yaoundé 2019)
- 400 mét - 54,31 (Porto Novo 2012)

Trong nhà
- 400 mét - 58,21 (Istanbul 2012)